# فتاة اللهو (فلم 1932)
فتاة اللهوهو فيلم أميركي درامي رومنسي هوليودي ما قبل الكود لعام 1932م، وهو من بطولة ويني لايتنر، لوريتا يونغ، ونورمان فوستر. القصة تدور حول فتاة شابّة تتزوج من مقامر محترف.

## الممثلون
- ويني لايتنر في دور جورجين هيكس
- لوريتا يونغ بدور باستر جرين دينيس
- نورمان فوستر في دور والاس «والي» دينيس
- غي كيبي في دور فينكلوالد
- دوروثي بيرجس في دور إدنا
- نويل ماديسون في دور مارتي هاب
- جيمس إليسون في دور إلمر
- إدوارد فان سلون في دور موفات
- جورج 'غابي' هايز في دور بائع التبغ في قاعة الرقص
- Adrienne Dore بدور فتاة رينو

## الحفاظ على الفيلم
- تم حفظه في مجموعة مكتبة الكونغرس منذ السبعينيات.[2]

## روابط خارجية
- مقالات تستعمل روابط فنية بلا صلة مع ويكي بيانات